# Gustaf Gyllencartau
Gustaf Johansson Gyllencartau, före adlandet 1674 Fock, född 1627, död 8 januari 1688 i Kalmar, var en svensk militär.

## Biografi
Gyllencartau föddes 1627. Han blev 1648 gemen vid artilleriet och 1653 styckjunkare, 1659 löjtnant och 1663 kaptenlöjtnant. Gyllencartau blev artillerikapten i Bremen 1665 och artillerikapten i Kalmar 1670. Han adlades 12 mars 1674 till Gyllencartau och introducerades 1675 som nummer 855. Gyllencartau blev 14 februari major vid artilleriet i Kalmar. Han avled 1688 i Kalmar och begravdes i Kalmar domkyrka där hans vapen sattes upp.

### Familj
Gyllencartau gifte sig första gången i juni 1672 med Brita Leijonhielm (1648–1682). Hon var dotter till översten Erik Leijonhielm och Christina Andersdotter. De fick tillsammans barnen majoren Johan Gustaf Gyllencartau (1673–1728), Maria Gyllencartau (död 1720), konstapeln Erik Gyllencartau i Kalmar och Gertrud Gyllencartau som var gift med majoren Erik Johan Diederichs.
Gyllencartau gifte sig andra gången 9 december 1684 med Margareta Silfversparre (1653–1724). Hon var dotter till majoren Knut Silfversparre och Magdalena Ulfsparre af Broxvik. De fick tillsammans barnen Brita Christina Gyllencartau som var gift med majoren Bleckert Andreas Blomensköld, Magdalena Gyllencartau (1686–1695) och Anna Margareta Gyllencartau (1688–1769)  som var gift med kaptenen Hans von Schwerin af Grellenberg.